# Albert Thoralf Skolem

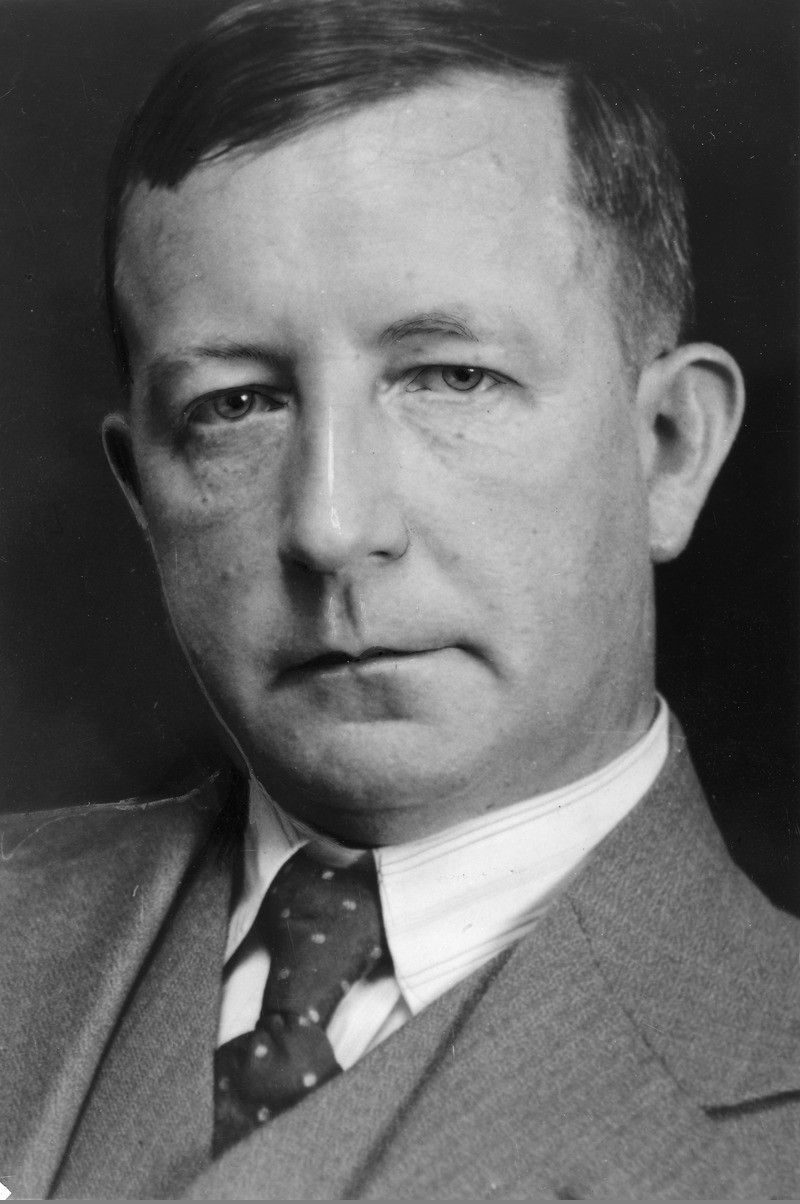
Albert Thoralf Skolem (1930er Jahre)

Albert Thoralf Skolem (* 23. Mai 1887 in Sandsvaer; † 23. März 1963 in Oslo) war ein norwegischer Mathematiker, Logiker und Philosoph.
Seine Arbeiten lieferten grundlegende Resultate zur mathematischen Logik, insbesondere zu den Bereichen Modelltheorie und Berechenbarkeit. Aber auch zur mathematischen Grundlagenforschung wie Prädikatenlogik, Klassenlogik, Rekursionstheorie, Mengenlehre und Grundlagen der Arithmetik leistete er wesentliche Beiträge, wie auch in der Algebra und Zahlentheorie.

## Biografie
Skolem war ein Lehrersohn und studierte ab 1905 in Kristiania (ab 1925 Oslo genannt). Ab 1909 arbeitete er für den Physiker Kristian Birkeland (bekannt für seine Untersuchungen des Nordlichts), mit dem er auch 1913 eine Expedition in den Sudan unternahm. Skolems Dissertation Undersøkelser innenfor logikkens algebra (Untersuchungen über die Algebra der Logik) fand viel Beachtung und wurde sogar dem norwegischen König berichtet. 1915 reiste er nach Göttingen, wo er während des Wintersemesters studierte. 1916 kehrte er nach Kristiania zurück und trat unter Axel Thue eine Forschungsstelle an der Universität an, wo er sich zunächst mit dem dort ebenfalls wirkenden Viggo Brun darauf einigte, nicht auf den Doktorgrad hinzuarbeiten. 1918 wurde Skolem Dozent für Mathematik in Kristiania und wurde im selben Jahr Mitglied der Norwegischen Akademie der Wissenschaften.
1926 reichte Skolem eine Dissertation (Einige Sätze über ganzzahlige Lösungen gewisser Gleichungen und Ungleichungen) über Zahlentheorie ein (eigentlich hatten er und sein Freund Viggo Brun beschlossen, darauf zu verzichten, da sie das in Norwegen nicht für nötig hielten). Sein eigentlicher Doktorvater, der bekannte Zahlentheoretiker Axel Thue, war damals allerdings schon seit vier Jahren verstorben.
1927 heiratete Skolem Edith Wilhelmine Hasvold und arbeitete weiter an der Universität Oslo, bis er 1930 mit seiner Frau nach Bergen ging, um als Forscher am Christian Michelsen Institut zu arbeiten. Dort arbeitete er bis 1938, als er einem Ruf nach Oslo folgte und dort einen Lehrstuhl für Mathematik übernahm, den er bis zu seiner Emeritierung 1957 behielt. Er hielt nur gelegentlich Vorlesungen über sein eigentliches Gebiet der mathematischen Logik und begründete in Norwegen auch keine Schule. Da er meist in norwegischen Zeitschriften veröffentlichte, blieben einige  seiner Ergebnisse unbeachtet, bis andere sie wiederentdeckten. Beispielsweise schrieb er schon 1912 einen Aufsatz über die Theorie der Verbände und charakterisierte 1927 die Automorphismen einfacher Algebren, was später von Emmy Noether wiederentdeckt wurde (Skolem-Noether-Theorem). Skolem blieb bis zu seinem Tod wissenschaftlich aktiv.
1954 wurde Skolem vom norwegischen König zum Ritter geschlagen. 1962 erhielt er die Gunnerus-Medaille der Königlichen Norwegischen Gesellschaft der Wissenschaften. Er war Präsident der Norwegischen Mathematischen Gesellschaft und langjähriger Herausgeber der Norsk Matematisk Tidsskrift und Mathematica Scandinavica. 1936 war er Invited Speaker auf dem Internationalen Mathematikerkongress in Oslo (Eine Bemerkung zum Entscheidungsproblem) und 1950 in Cambridge (Massachusetts) (Remarks on the foundation of set theory). 1962 hielt er einen Vortrag auf dem ICM in Stockholm (A theorem on recursively enumerable sets).
Zu seinen Doktoranden gehören Øystein Ore und Wilhelm Ljunggren.

## Werk
Mittels der nach ihm benannten prädikatenlogischen Normalform (Skolemform) hat er für den Satz von Löwenheim (1915), dass jeder erfüllbare Ausdruck der Prädikatenkalküls erster Stufe schon in einem höchstens abzählbaren Bereich erfüllbar ist, 1920 einen überschaubaren Beweis gegeben, so dass dieser Satz heute Satz von Löwenheim und Skolem genannt wird. Skolem wies auch 1922 auf die scheinbar paradoxen Konsequenzen dieses Satzes in der axiomatischen Mengenlehre hin ("Skolem-Paradox").
1929 gab er die erste präzise prädikatenlogische Formalisierung der Zermelo-Fraenkel-Mengenlehre an. Durch Skolem wurde in der Axiomatisierung der Mengenlehre der Schlusspunkt gesetzt, indem er mit den Mitteln der Formalisierung dem Komprehensionsaxiom seine heute übliche Fassung gab. Auf Skolem geht der heute übliche Begriff der primitiv-rekursiven Funktion zurück (1923).
Er zeigte, dass die Peano-Arithmetik nicht endlich axiomatisierbar ist. Skolem leistete ferner eine Reihe von Beiträgen zum Entscheidungsproblem. Von ihm stammte der erste Versuch, eine axiomatische Mengenlehre mit uneingeschränktem Komprehensionsaxiom auf der Grundlage einer mehrwertigen Logik aufzubauen.
1933 konstruierte er ein Nichtstandard-Modell der Arithmetik.
In den 1930er Jahren entwickelte er eine p-adische Methode zur Lösung einer großen Klasse diophantischer Gleichungen (Methode von Skolem). Sie war lange eine der wenigen, auf größere Klassen von diophantischen Gleichungen anwendbaren allgemeinen Lösungsmethoden.
Im Bereich der Algebra veröffentlichte er 1927 ein heute als Satz von Skolem-Noether bezeichnetes Theorem, wonach je zwei Einbettungen
{\displaystyle f,g\colon A\to B} einer einfachen Algebra {\displaystyle A} in eine zentral-einfache Algebra {\displaystyle B} sich nur um die Konjugation mit einem invertierbaren Element {\displaystyle b\in B} unterscheiden:
{\displaystyle f(x)=b^{-1}\cdot g(x)\cdot b\quad {\mbox{für alle }}x\in A}.
Dieses Resultat wurde unabhängig hiervon auch von Emmy Noether bewiesen.

## Schriften
- Jens Erik Fenstad (Herausgeber) Thoralf Skolem. Selected Works in Logic, Oslo, Universitätsverlag 1970
- Untersuchungen über die Axiome des Klassenkalküls und über die Produktions- und Summationsprobleme, welche gewissen Klassen von Aussagen betreffen, 1919
- Logisch-kombinatorische Untersuchungen über die Erfüllbarkeit und Beweisbarkeit mathematischer Sätze nebst einem Theorem über dichte Mengen, 1920
- Einige Bemerkungen zur axiomatischen Begründung der Mengenlehre, 1922–1923
- Begründung der elementaren Arithmetik durch die rekurrierende Denkweise ohne Anwendung scheinbarer Veränderlicher mit unendlichem Ausdehnungsbereich, 1923
- Zur Theorie der assoziativen Zahlensysteme, 1927
- Über einige Grundlagenfragen der Mathematik, 1929
- Über die Grundlagendiskussion in der Mathematik, 1929–1930
- Über einige Satzfunktionen in der Arithmetik, 1930–1931
- Über die Unmöglichkeit einer vollständigen Charakterisierung der Zahlenreihe mittels eines endlichen Axiomensystems, 1933
- Über die Nicht-Charakterisierbarkeit der Zahlenreihe mittels endlich oder abzählbar unendlich vieler Aussagen mit ausschließlich Zahlenvariablen, 1934
- Über die Erfüllbarkeit gewisser Zählausdrücke, 1935
- Über die Zurückführbarkeit einiger durch Rekursionen definierten Relationen auf 'arithmetische' , 1936–1937
- Sur la porteé de Löwenheim-Skolem, 1938
- Einige Bemerkungen über die Induktionsschemata in der rekursiven Zahlentheorie, 1939
- Some remarks on recursive arithmetic, 1944
- Bemerkungen zum Komprehensionsaxiom, 1957